# 各務原市立中央図書館
各務原市立中央図書館（かかみがはらしりつちゅうおうとしょかん）は、岐阜県各務原市那加門前町三丁目1-3にある公共図書館。
分館として川島ほんの家が、分室として中央ライフデザインセンター図書室、もりの本やさん・森の交流館、移動図書館として『さつき号』がある。

## 歴史
図書館法による各務原市の図書館は、1978年（昭和53年）に各務原市保健文化会館（旧・公立学校共済組合東海中央病院建物。跡地は各務原市産業文化センター）内に設置された各務原市図書館が最初である。その後、新たな図書館の建設が決まり、1991年（平成3年）、名鉄各務原線の線路南側にある各務原市民公園内に各務原市立中央図書館として開館した。
「本の街かかみがはら」の推進事業の一環として、「参加・体験」できる図書館をコンセプトにしてリニューアル工事を行い、2011年（平成23年）10月25日にリニューアルオープンとなった。

## 特色
2019年度（令和元年度）末時点の分館や分室も含めた各務原市図書館の総蔵書数は564,273冊である。建物内の1階と2階に図書館があるほか、3階には各務原市歴史民俗資料館及び各務原市埋蔵文化財調査センター、4階には研修室などが設けられている。
各務原市が管理する図書館は、このほか自然環境図書に特色がある川島ほんの家、健康図書に特色がある中央ライフデザインセンター図書室、児童・乳幼児図書に特色があるもりの本やさん・森の交流館がある。

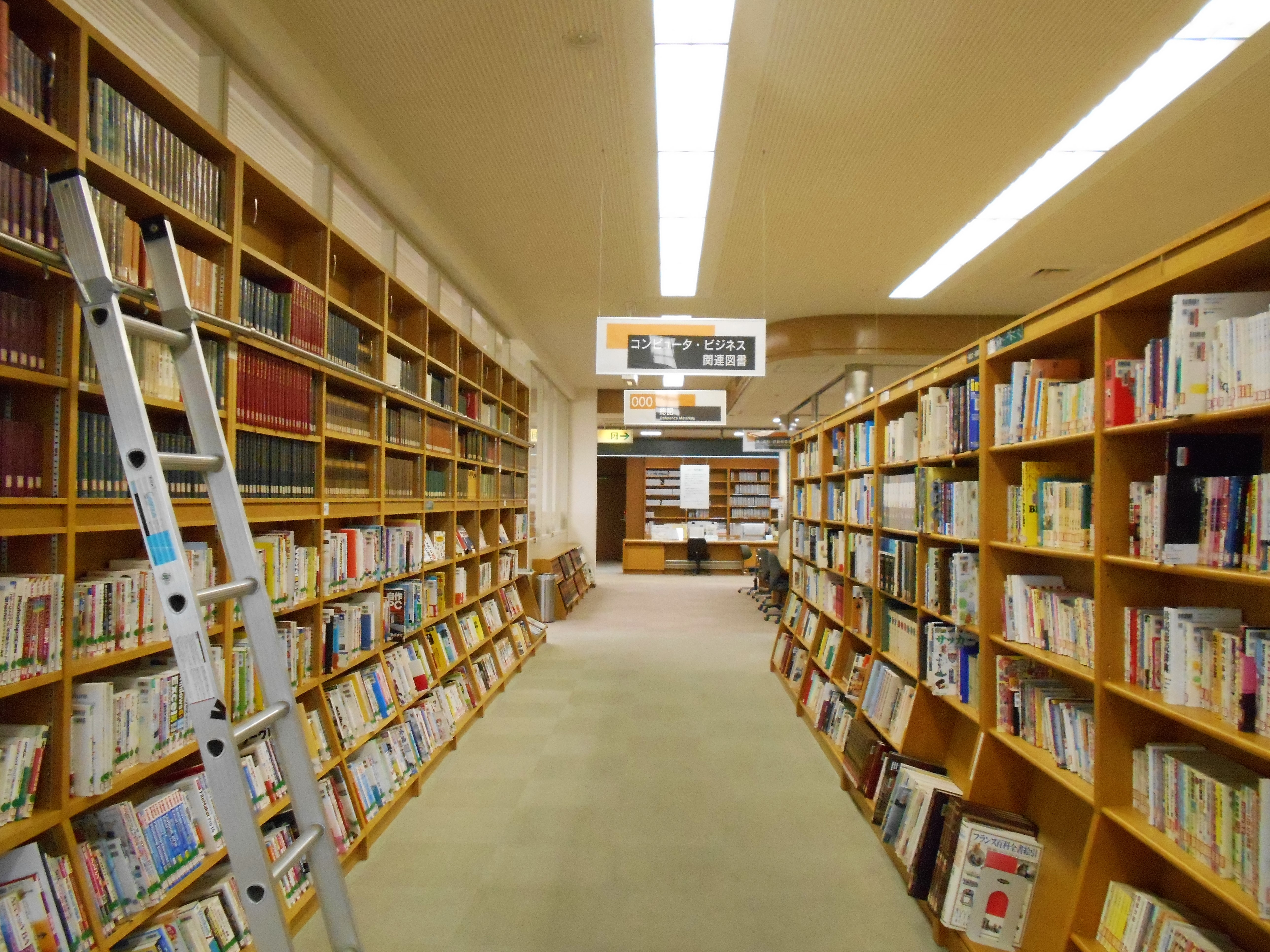
書架
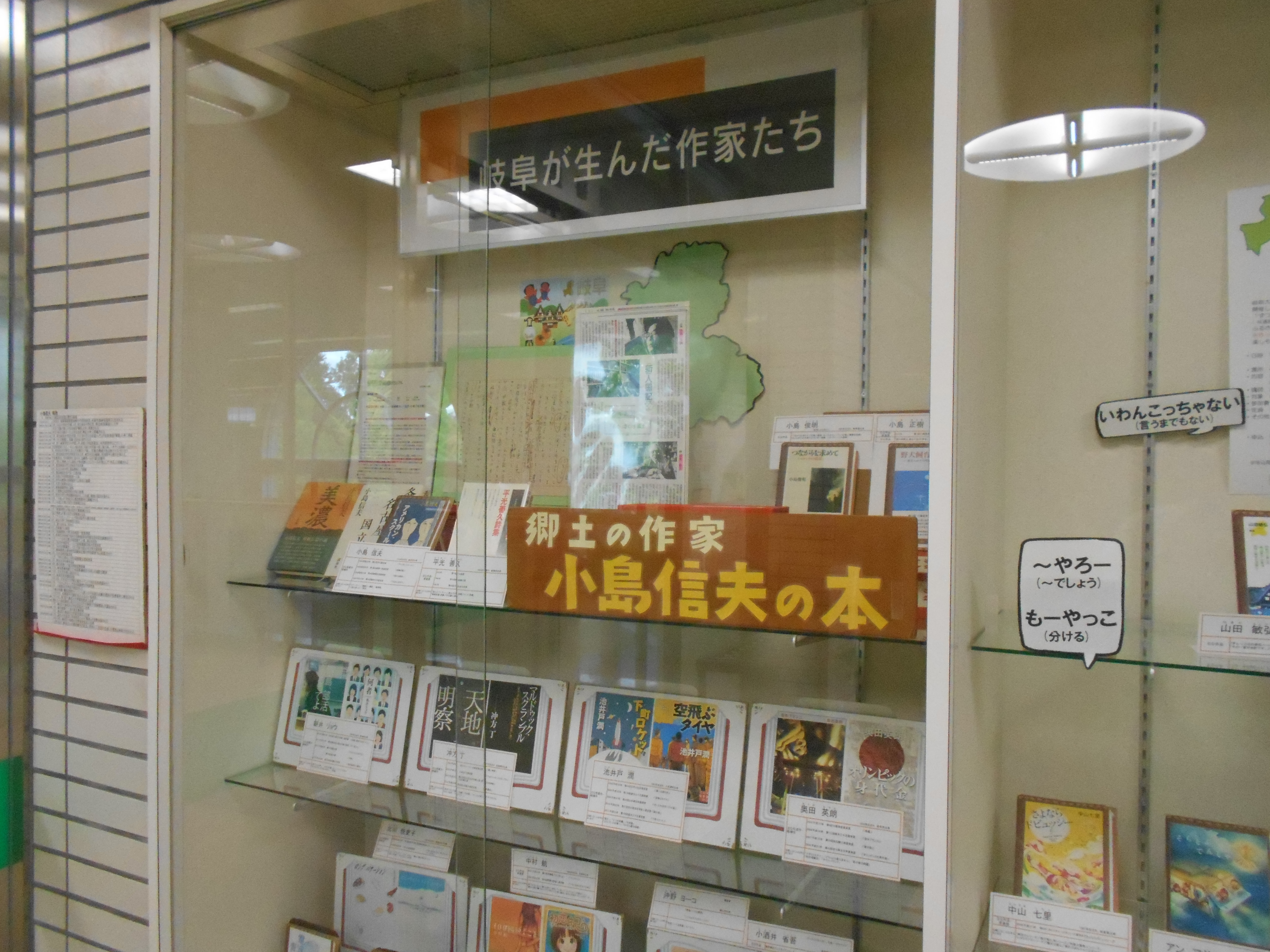
特集コーナー
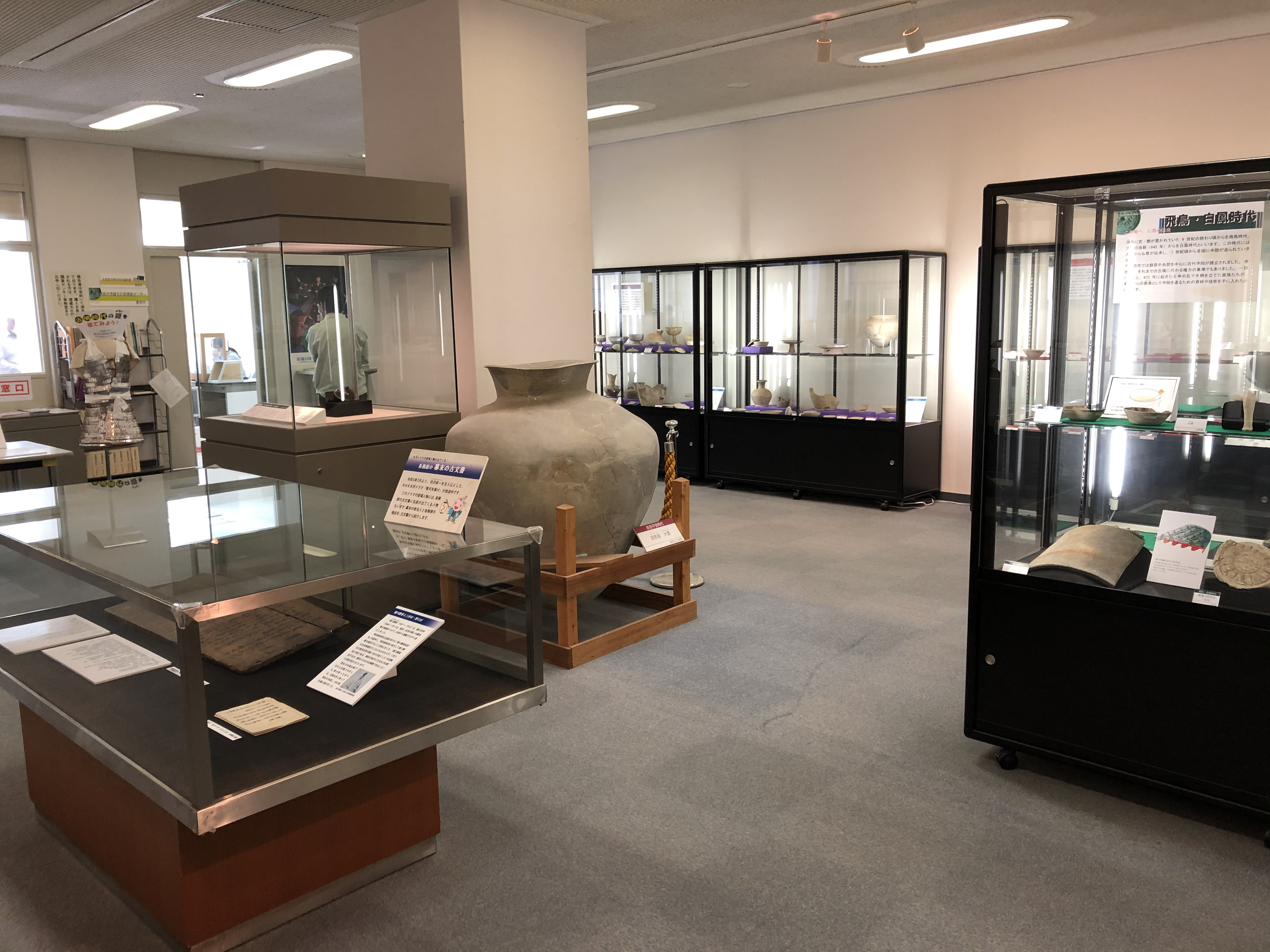
各務原市歴史民俗資料館

## サービス

### 貸出・予約・読み聞かせ
- 貸出
  - 貸出には居住地の制限がない（各務原市外在住者でも可）。
  - 貸出期間、冊数：2週間、10冊。
- インターネットによる本を予約（携帯電話からも可）。
- 児童向けの絵本と紙芝居の読み聞かせ。
- 紙芝居の舞台（枠）の貸出。

## 川島ほんの家

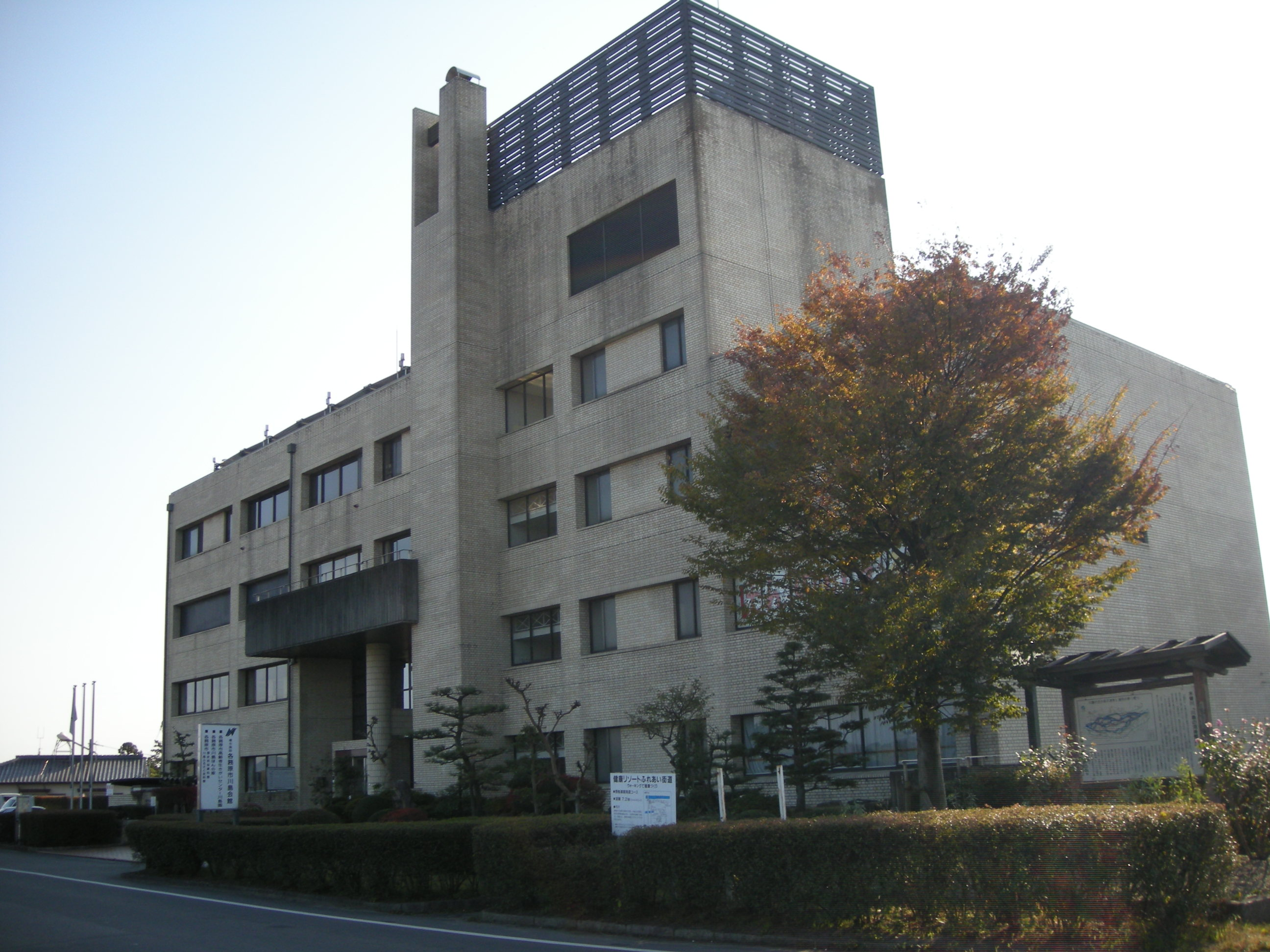
川島ほんの家がある川島会館

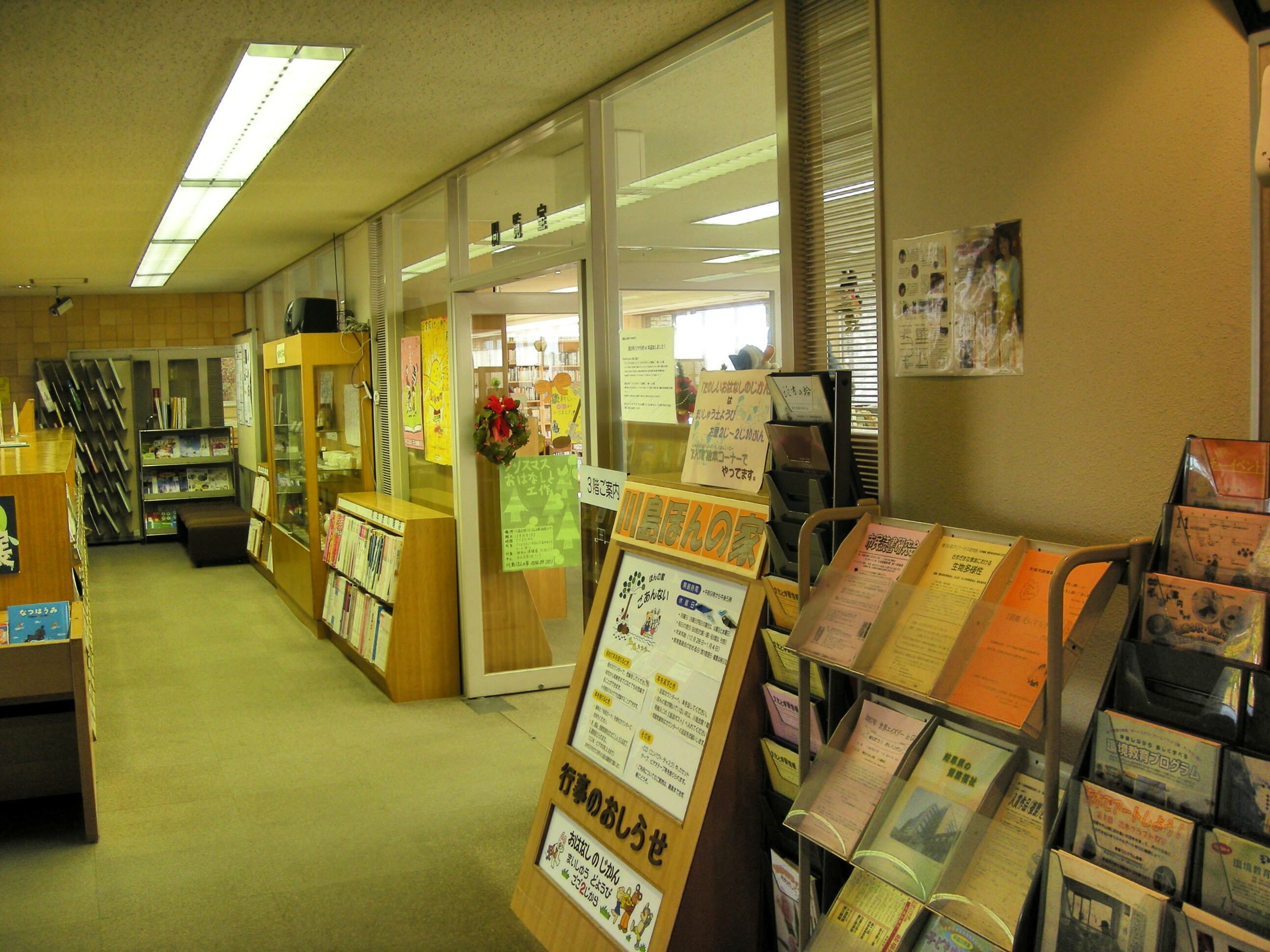
川島ほんの家

川島ほんの家（かわしまほんのいえ）は、岐阜県各務原市川島松倉町1951-4 川島会館3階にある公共図書館である。
各務原市が管理しており、自然環境関係の図書が多い。2009年（平成21年）時点の蔵書数は約8万冊だった。
川島ほんの家として開館当初からCDの貸出が行われており、2022年現在も市内図書館では唯一、CDの貸出しが行われている（貸出は2枚まで）。

### 歴史
- 1971年（昭和46年） - 羽島郡川島町に川島町公民館（現在の川島ライフデザインセンター）が開館。図書室（現在の学習室）を設置。
- 1982年（昭和57年） - 川島町民会館（現在の川島会館）が開館。川島町民会館3階に川島町公民館図書室が移転し、川島ほんの家になる。
- 2004年（平成16年）11月1日 - 川島町が各務原市に編入されたことより、各務原市の図書館となる。

## 中央ライフデザインセンター図書室

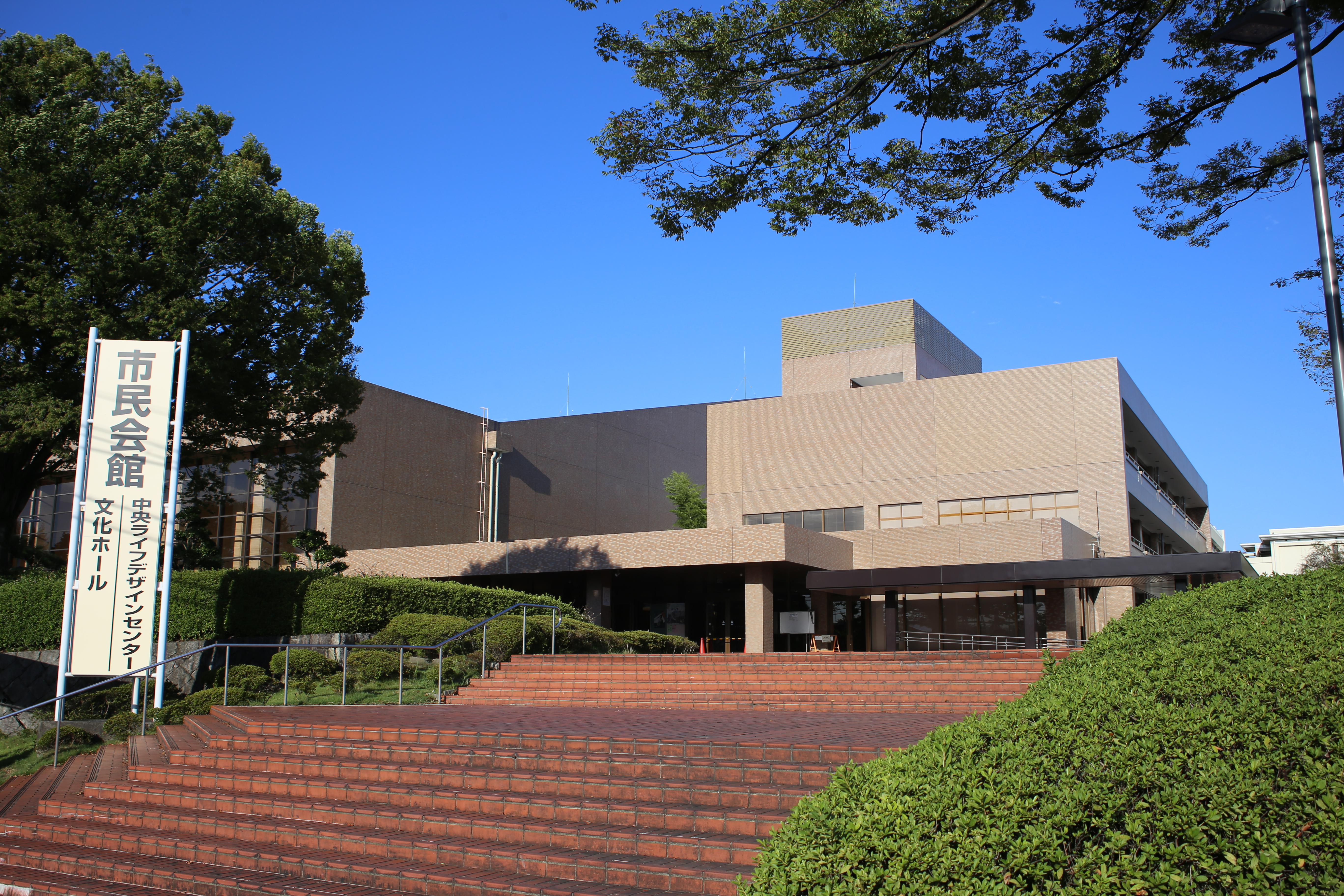
中央ライフデザインセンター

中央ライフデザインセンター図書室（ちゅうおうライフデザインセンターとしょしつ）は、岐阜県各務原市蘇原中央町2-1-8 中央ライフデザインセンター2階にある公共図書館。
各務原市が管理しており、健康関係の図書が多い。
1977年（昭和52年）、各務原市中央公民館（現・中央ライフデザインセンター）内に設置され、1978年（昭和53年）に各務原市図書館の分館となる。その後、現在の名称となり、分室となる。

## もりの本やさん

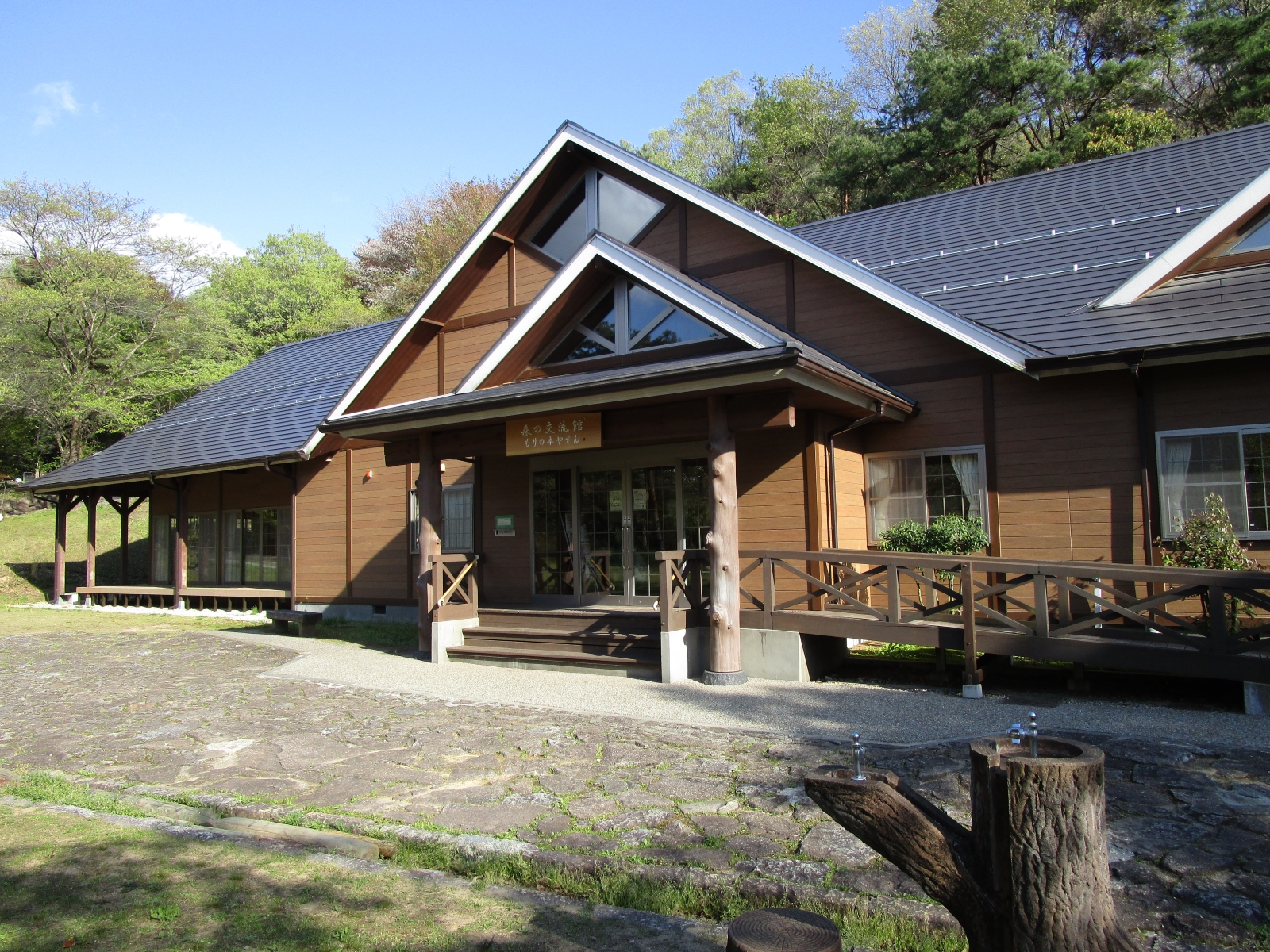
もりの本やさん

もりの本やさん・森の交流館（もりのほんやさん・もりのこうりゅうかん）は、岐阜県各務原市鵜沼字石山6529-2 日本ラインうぬまの森「センターハウスやまびこ」内にある公共図書館。
1991年（平成3年）、もりの本やさんとして開館。その後森の交流館を増築し、もりの本やさん・森の交流館として2012年（平成24年）1月14日に開館。条例上では「もりの本やさん森の交流館」「森の交流館」は同一住所の別々の分室となっている。
各務原市が管理しており、児童・幼児・乳児関係の図書が多い。児童向けの絵本と紙芝居の読み聞かせ、紙芝居の舞台（枠）の貸出などを行っている。

## 移動図書館『さつき号』
各務原市が設置している移動図書館である。
2022年現在の『さつき号』は2011年（平成23年）に更新された車輌であり、最大3,000冊の本を載せることが可能。市内35カ所のステーションを月に1回または2回巡回する。1人30冊まで約1ヶ月借りることが可能。また、市内企業、及び市内の団体の会合・セミナー・講演会などにさつき号が出向き、本の貸出を行うサービス（出前図書館）を行っている。
1963年（昭和38年）に岐阜県図書館の移動図書館『ひばり号』の巡回文庫が各務原市内を巡回を開始。各務原市の移動図書館は1967年（昭和42年）にライトバンによる巡回図書貸出を開始したのが始まりである。1971年（昭和46年）8月に専用の車両として『ともしび号』（約1,000冊の搭載可能）を購入し、運行を開始。1976年（昭和51年）4月からは各務原ライオンズクラブから寄贈された『ともしび第2号』の運行を開始。1984年（昭和59年）からは各務原カンツリー俱楽部から寄贈された『さつき号』（1,800冊の搭載可能）の運行を開始する。1994年（平成6年）には2代目『さつき号』（約2,500冊の搭載可能）の運行を開始する。現在の各務原市の移動図書館の車両は6代目となる。
可児市立図書館の移動図書館『ひまわり号』が2023年（令和5年）9月の巡回で廃止。2023年10月以降は岐阜県の市町村で唯一の移動図書館である。

## 利用案内

### 開館時間
各務原市立中央図書館
- 午前10時～午後7時（小中学生の夏休み期間中は午前9時～午後7時）

川島ほんの家・中央ライフデザインセンター図書室
- 午前9時～午後5時

もりの本やさん・森の交流館
- 午前10時～午後5時（4月～9月）、午前10時～午後4時（10月～3月）

### 休館日
各務原市立中央図書館、川島ほんの家、もりの本やさん・森の交流館
- 毎週月曜日（祝日の場合は翌日）、祝日の翌日（土日祝祭日の場合は翌日）、年末年始（12月28日～1月4日）、館内図書整理日や蔵書点検日

中央ライフデザインセンター図書室
- 毎週月曜日（祝日の場合は翌日）、祝日の翌日（土日祝祭日の場合は翌日）、年末年始（12月28日～12月31日）、館内図書整理日や蔵書点検日

## 交通アクセス
各務原市立中央図書館
- 各務原市ふれあいバス：那加線「市民公園中央図書館前」バス停から徒歩で約5分。
- 名鉄各務原線 市民公園前駅から徒歩で約5分。

川島ほんの家
- 各務原市ふれあいバス：川島線「西養寺前」バス停から徒歩で約5分。

中央ライフデザインセンター図書室
- 各務原市ふれあいバス：蘇原線、稲羽線、東西線、東西線朝夕便「各務原市民会館前」バス停から徒歩ですぐ。

もりの本やさん・森の交流館
- 各務原市ふれあいバス：鵜沼線、東西線朝夕便「うぬまの森前」バス停から徒歩ですぐ。